# Pandanus senegalensis
Pandanus senegalensis là một loài thực vật có hoa trong họ Dứa dại. Loài này được H.St.John ex Huynh miêu tả khoa học đầu tiên năm 1987.